# جان آر. دیلوورث
جان آر. دیلوورث (انگلیسی: John R. Dilworth؛ زادهٔ ۱۴ فوریهٔ ۱۹۶۳) یک پویانما، و هنرپیشه اهل ایالات متحده آمریکا است. وی از سال ۱۹۸۲ میلادی تاکنون مشغول فعالیت بوده‌است.